# STS-32
STS-32 (ang. Space Transportation System) – dziewiąta misja wahadłowca kosmicznego Columbia i trzydziesta trzecia programu lotów wahadłowców.

## Załoga
źródło
- Daniel C. Brandenstein (3)*, dowódca (CDR)
- James Wetherbee (1), pilot (PLT)
- Bonnie Dunbar (2), specjalista misji (MS1)
- George Low (1), specjalista misji (MS3)
- Marsha S. Ivins (1), specjalista misji (MS2)

*(liczba w nawiasie oznacza liczbę lotów odbytych przez każdego z astronautów)

## Parametry misji
- Masa:
  - startowa orbitera: 116 117 kg
  - lądującego orbitera: 103 571 kg
  - ładunku: 12 014 kg
- Perygeum: 296 km
- Apogeum: 361 km
- Inklinacja: 28,5°
- Okres orbitalny: 91,1 min

## Cel misji
Umieszczenie na orbicie satelity telekomunikacyjnego Leasat-5 (wytwórni Hughes), przeznaczonego do łączności wojskowej, oraz przechwycenie i dostarczenie na Ziemię satelity (LDEF).

## Przebieg misji

### Start
Wahadłowiec wystartował 9 stycznia 1990 roku z Centrum Kosmicznego imienia Johna F. Kennedy’ego (stanowisko startowe 39A) na przylądku Canaveral na Florydzie. Po rozruchu silników Columbii pracujących w ciągu 120 milisekund, nastąpił zapłon silników startowych i wahadłowiec rozpoczął lot przy maksymalnym ciągu. Po 52 sekundach ciąg został zmniejszony do 65%, a przy T+58 znów zwiększony do 104%. Startowe silniki działały dwie minuty, a w pięć sekund później zostały odrzucone w odległości 234 km od miejsca startu, wodując na Atlantyku, gdzie zostały odzyskane. Trzy silniki Columbii pracowały T+8 min 57 s. Wahadłowiec osiągnął początkową orbitę 300–59 km, a następnie 370–270 km. Nastąpiło to w czterdziestej minucie po starcie.

### Misja
W drugim dniu wprowadzono satelitę na właściwą orbitę. Ponadto załoga realizowała doświadczenia biomedyczne i technologiczne. Kolejnym zadaniem było odszukanie, przechwycenie i transport na Ziemię satelity Long Duration Exposure Facility. Satelita ten przeznaczony był do doświadczeń związanych z długotrwałym pobytem w przestrzeni kosmicznej. Satelita został umieszczony w przestrzeni kosmicznej w czasie wyprawy STS-41-C. Podczas operacji związanej z odzyskaniem satelity wykonano około 800 zdjęć, aby udokumentować prace trwające kilka godzin, ale zakończone sukcesem. Sporo uwagi poświęcono badaniom medycznym. Powrót orbitera z cennym ładunkiem nastąpił 20 stycznia 1990.

### Powrót i lądowanie
Lot miał zakończyć się o dzień wcześniej, ale warunki meteorologiczne w rejonie miejsca lądowania zmusiły kierownictwo lotu do przedłużenia misji do 20 stycznia. W trakcie 173. okrążenia Ziemi rozpoczęto procedurę zejścia. Po 10 dniach 21 godzinach i 36 sekundach wahadłowiec wylądował w ośrodku wojsk lotniczych Edwards AFB na bieżni nr 22. Ładunek spowodował przesunięcie się środka masy statku bardziej do przodu, a zatem inne były warunki lądowania niż przy zazwyczaj pustej ładowni orbitera. Lot ten był najdłuższy w dotychczasowej historii wypraw.
Astronauci dopiero po dwóch godzinach od wylądowania mogli opuścić pokład. Przyczyną był długi czas pobytu w stanie nieważkości i konieczność readaptacji do warunków ciążenia, zgodnie z zaleceniami medycyny kosmicznej i przy użyciu specjalnych środków.
Columbia wraz z ładunkiem została przetransportowana na grzbiecie samolotu Boeing 747-SCA do Centrum im. Kennedy’ego. Ze względu na dużą masę całego kompleksu konieczne były trzy międzylądowania w celu uzupełnienia paliwa. Cała wyprawa zakończyła się pełnym sukcesem.